# لوکرتسیا بورجا (فیلم ۱۹۳۵)
لوکرتسیا بورجا (ایتالیایی: Lucrezia Borgia؛ ‏تلفظ ایتالیایی: [luˈkrɛttsja ˈbɔrdʒa]) فیلمی فرانسوی در سبک تاریخی به کارگردانی ابل گانس است که در سال ۱۹۳۵ منتشر شد. منتقدان نقش‌آفرینی ادویژ فویه را در این فیلم ستودند و موجب پیشرفت چشمگیر او در فعالیت‌های هنری‌اش شد.

## گزیدۀ بازیگران
- ادویژ فویه در نقش لوکرتسیا بورجا
- گابریل گابریو در نقش چزاره بورجا
- روژه کارل در نقش رودریگو بورجا
- امه کلاریون  در نقش نیکولو ماکیاولی
- آنتونن آرتو در نقش جیرولامو ساونارولا